# James Louis Schad
James Louis Schad (* 20. Juli 1917 in Philadelphia, Pennsylvania; † 27. März 2002 in Camden, New Jersey) war ein US-amerikanischer römisch-katholischer Geistlicher und Weihbischof in Camden.

## Leben
James Louis Schad besuchte die Augustinian Academy auf Staten Island und das Charles College in Catonsville. Anschließend studierte er Philosophie und Katholische Theologie am St. Mary’s Seminary in Baltimore. Schad empfing am 10. April 1943 durch den Bischof von Camden, Bartholomew Joseph Eustace, das Sakrament der Priesterweihe.
Schad war zunächst als Pfarrvikar der Pfarrei Holy Spirit in Atlantic City tätig, bevor er 1949 Militärkaplan in der United States Army wurde. Ab 1952 war James Louis Schad Pfarrer der Pfarrei Christ the King in Haddonfield und Verleger der Kirchenzeitung Catholic Star Herald. In dieser Zeit wurde er Mitglied der Kolumbusritter.
Am 18. Oktober 1966 ernannte ihn Papst Paul VI. zum Titularbischof von Panatoria und zum Weihbischof in Camden. Der Bischof von Camden, Celestine Joseph Damiano, spendete ihm am 8. Dezember desselben Jahres in der Kathedrale Immaculate Conception in Camden die Bischofsweihe; Mitkonsekratoren waren der Bischof von Altoona-Johnstown, James John Hogan, und der Weihbischof in Buffalo, Pius Anthony Benincasa. Als Weihbischof war James Louis Schad von 1966 bis 1976 Verantwortlicher für die ökonomischen Angelegenheiten des Bistums Camden und Pfarrer der Pfarrei St. Rose of Lima in Haddon Heights. Anschließend war Schad als Pfarrer der Pfarrei Maris Stella in Avalon tätig, bevor er 1985 Pfarrer der Kathedrale Immaculate Conception in Camden wurde.
Papst Johannes Paul II. nahm am 26. Januar 1993 das von James Louis Schad aus Altersgründen vorgebrachte Rücktrittsgesuch an. 